# Cima di Nasta
La Cima di Nasta è una montagna delle Alpi Marittime alta 3108 m s.l.m. Si trova in alta valle Gesso, tra i comuni di Valdieri ed Entracque, ed appartiene al massiccio dell'Argentera.

## Caratteristiche

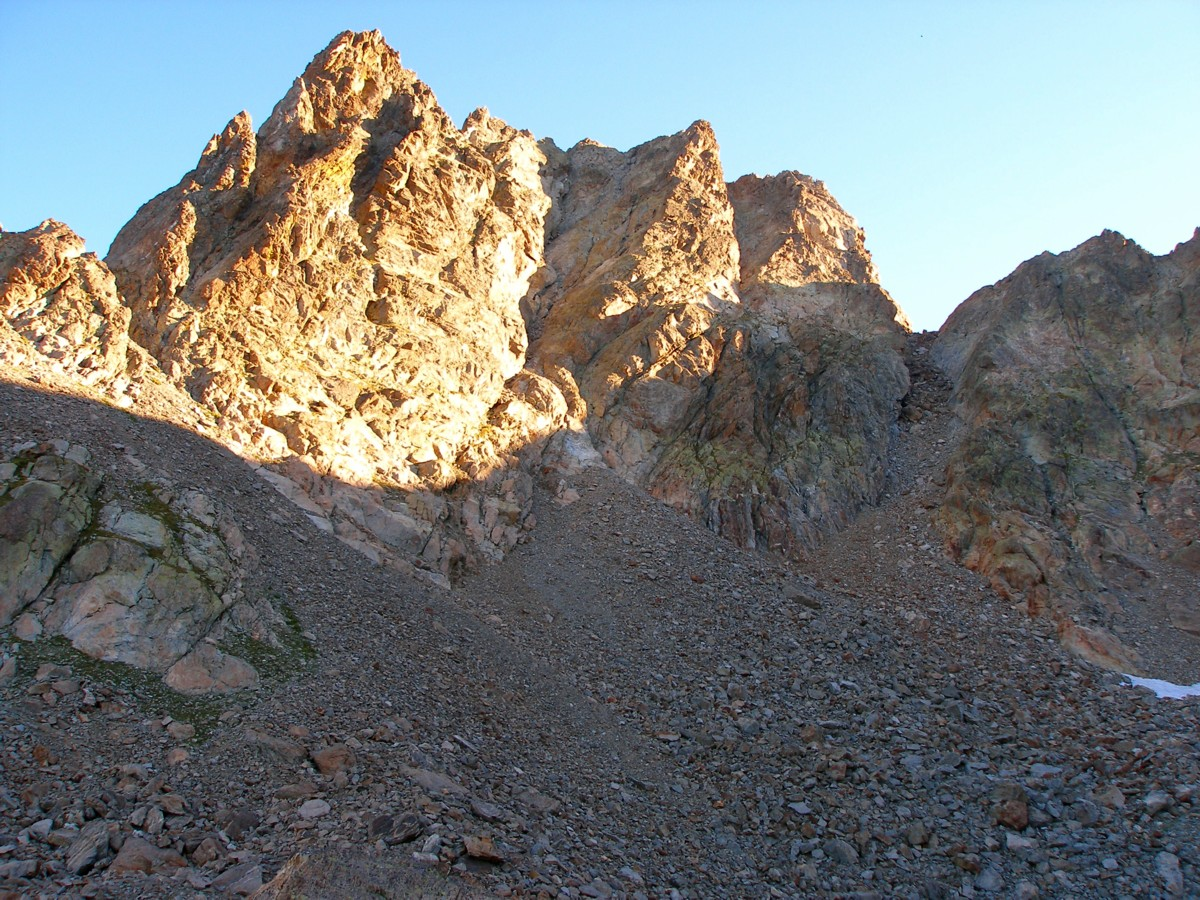
Vetta della Cima di Nasta.

Si trova sulla dorsale secondaria che, distaccandosi dallo spartiacque alpino principale dalla cima Ghiliè in direzione nord, raggiunge il monte Argentera. Lo spartiacque di questa dorsale, su cui giace la vetta, separa il comune di Valdieri da quello di Entracque.
In corrispondenza della vetta la dorsale presenta una piega: giunge infatti da sud-est, dal vicino Baus, e riparte in direzione nord, verso la cima Paganini ed il monte Argentera. Dalla vetta si diparte anche una dorsale secondaria, che scende con un ampio arco verso la valle Gesso della Valletta, con direzione inizialmente sud-ovest, poi decisamente ovest; questa cresta separa la valle Assedras a nord dalla valle di Nasta a sud.
Le origini del nome vengono fatte risalire ad un'antica radice dal significato di montagna come la vicina Asta Soprana ed altre vette alpine.
Dal punto di vista geologico è composta da gneiss appartenenti al massiccio cristallino dell'Argentera.

## Ascensione alla vetta

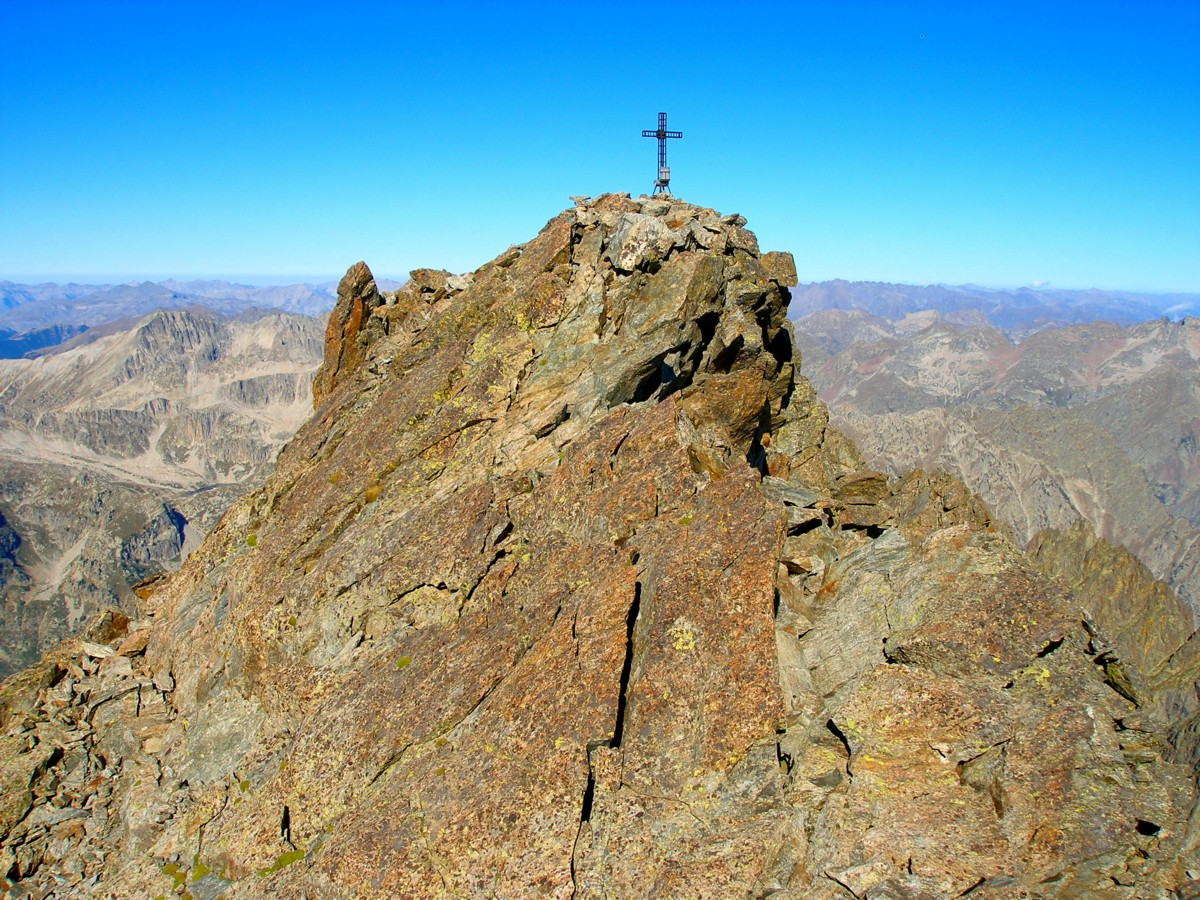
Vetta della montagna con la croce.

La prima ascensione fu effettuata nel 1878 dall'alpinista britannico Douglas William Freshfield. Si trattò di un'ascensione "per errore": infatti Freshfield intendeva salire la cima Sud dell'Argentera.
La via normale si sviluppa dal versante occidentale, con partenza dal piano della casa del Re, nell'alta valle Gesso della Valletta. Da qui si sale al rifugio Remondino e si prosegue per tracce di sentiero verso il sovrastante lago di Nasta. Prima di raggiungere il lago, si prende un canalino sulla sinistra che porta alla colletta tra la cima di Nasta ed il Baus. Si gira a sinistra, superando un piccolo diedro, e seguendo una cengia detritica si raggiunge la vetta. Il percorso è di tipo alpinistico, con grado di difficoltà complessiva F.
Esistono numerose altre vie di ascensione, appartenenti sia all'alpinismo classico, che all'arrampicata.

### Cartografia
- Cartografia ufficiale dell'Istituto Geografico Militare in scala 1:25.000 e 1:100.000, consultabile on line
- Sistema Informativo Territoriale della provincia di Cuneo, su base cartografica 1:10.000
- Istituto Geografico Centrale - Carte dei sentieri 1:50.000 n.8 "Alpi Marittime e Liguri" e 1:25.000 n. 113 "Parco naturale dell'Argentera"